# みちしるべ (茅原実里の曲)
「みちしるべ」は、茅原実里の24枚目のシングル。2018年1月31日にLantisから発売された。

## 録音、制作
テレビアニメ『ヴァイオレット・エヴァーガーデン』のエンディングテーマを担当することが決まった際、茅原は原作小説を読み、テレビアニメ第1話のアフレコ現場の見学を行った。制作当初、監督の石立太一、シリーズ演出の藤田春香と打ち合わせを行い、作品と向き合いながら作詞を行った。テレビアニメ主題歌のタイアップ曲の作詞を担当するのは初めてであったため、プレッシャーを抱きつつ作詞に臨んだ。『ヴァイオレット・エヴァーガーデン』の劇中で主人公「ヴァイオレット・エヴァーガーデン」の人生が描かれていることから、人生を楽曲テーマにし、人にとって大切な存在である親、友人、恋人が人生の「みちしるべ」になると茅原は考えたため、「みちしるべ」というタイトルをつけた。レコーディングは『Minori with Strings Quartet 〜弦楽四重奏の調べ〜』と並行して行われた。
「憧れは流星のように」のレコーディングは11月29日に行われた。当初は「憧れのYOU」というタイトルであったがレコーディング後に変更された。憧れの存在は輝いて見えることから流星をタイトルに取り入れた。レコーディングでは、人生の必死さ、人間臭さを表現するために、綺麗に歌わないことを心がけた。コーラスも茅原が担当しており、楽曲の本線の殆どにハモリが付いているため、コーラスのレコーディングでは苦労した。
「White ambitions」は、茅原とTRUEがメロディー上でバトルするイメージで制作。レコーディング時は、2つのメロディーラインの担当が決まっていなかったため、レコーディング中にキーチェックをしていく中で、どちらのラインを担当するかを決定した。

## 音楽性
「みちしるべ」の詞は、『ヴァイオレット・エヴァーガーデン』の登場キャラクターのギルベルト・ブーゲンビリア、ヴァイオレット・エヴァーガーデンの関係性が親子のようなものであると茅原が感じたため、親が子供を見守る、子供が親を想うという心情が込められている。1コーラス目はピアノ、ボーカルのみ、2コーラス目からはリズム、楽器演奏も加わり壮大なメロディになる構成。
「憧れは流星のように」は熱いロックバラード。テーマは「憧れ」。憧れを追いかけている人への応援歌。
「White ambitions」はメロディーが複雑なテンポが速い曲。異なる2つのメロディーで構成し、サビで部分的にシンクロする。

## リリース
前作「恋」から約2年2カ月ぶりのリリース。アーティスト盤、アニメ盤の2種リリース。アーティスト盤には「みちしるべ」がエンディングテーマとして起用されたテレビアニメ『ヴァイオレット・エヴァーガーデン』のオープニングテーマを担当するTRUEとのデュエット曲を収録。
本作のリリースは、10月21日にロームシアター京都で開催された『第3回京アニ&Doファン感謝イベント「私たちは、いま!!-2年ぶりのお祭りです-」』で発表された。

## プロモーション、マーケティング
YouTubeの「Lantis Channel」で2017年12月1日に「みちしるべ」のミュージックビデオのショートバージョン、1月14日に視聴動画、1月30日にミュージックビデオのフルバージョンを配信。2018年1月31日に東京ドームシティ ラクーアガーデンステージでオープンイベントを開催。内容はミニライブ、お渡し会。

## アートワーク、パッケージ
10月22日にアーティスト盤のジャケットデザインが公開された。アーティスト盤のジャケットデザインは同日リリースのTRUEのシングル「Sincerely」と並べると一通の手紙のデザインであり、2枚のCDを合わせると封蝋で繋がっている。茅原は想いを綴る人、TRUEは想いを届ける人を表現している。「みちしるべ」、「Sincerely」共にジャケット撮影は同日に同じスタジオで行われた。

## 批評
CDジャーナルは、「ピアノの旋律と存在感のある個性的な歌声が心地よい曲。カップリング曲「憧れは流星のように」は、重厚なギターが印象的な曲。」と評した。

## ミュージック・ビデオ
「みちしるべ」にはミュージックビデオが制作されている。撮影は11月8日に行われた。物語仕立ての構成になっており、TRUEの「Sincerely」のミュージックビデオの物語の続きを描いている。封蝋を垂らすシーンがあり、封蝋が熱く、垂らす作業が難しいため苦戦した。

## メディアでの使用
| みちしるべ | テレビアニメ『ヴァイオレット・エヴァーガーデン』エンディングテーマ |

## シングル収録内容
| #         | タイトル                           | 作詞      | 作曲      | 編曲            | 時間  |
| --------- | ---------------------------------- | --------- | --------- | --------------- | ----- |
| 1.        | 「みちしるべ」                     | 茅原実里  | 菊田大介  | 菊田大介        | 4:47  |
| 2.        | 「憧れは流星のように」             | 茅原実里  | 山本陽介  | 山本陽介        | 6:04  |
| 3.        | 「White ambitions」(茅原実里&TRUE) | Q-MHz     | Q-MHz     | 藤田淳平、Q-MHz | 3:22  |
| 合計時間: | 合計時間:                          | 合計時間: | 合計時間: | 合計時間:       | 14:13 |

| #         | タイトル                          | 作詞      | 作曲・編曲 | 時間  |
| --------- | --------------------------------- | --------- | ---------- | ----- |
| 1.        | 「みちしるべ」                    | 茅原実里  | 菊田大介   | 4:47  |
| 2.        | 「憧れは流星のように」            | 茅原実里  | 山本陽介   | 6:04  |
| 3.        | 「みちしるべ」(off vocal)         |           |            | 4:36  |
| 4.        | 「憧れは流星のように」(off vocal) |           |            | 6:04  |
| 合計時間: | 合計時間:                         | 合計時間: | 合計時間:  | 21:31 |

## スタッフ・クレジット
- Performed by 茅原実里
- General Producer：斎藤滋（Lantis）
- Artist Management：宍戸菜穂（M-Peace）
- Mastering Engineer：袴田剛史（FLAIR）
- Mastering Studio：VICTOR STUDIO
- Package Design：乗上拓摩
- Photographer：佐久間正道
- Stylist：石川香代子
- Hair & Make-up：清水恵美子
- Illustration：高瀬亜貴子
- Paint：今泉ひとみ、森ゆうき
- Color Design：米田侑加
- Special Effect：三浦理奈
- CG：船本孝平
- Creative Producer：小島冬樹（Lantis）
- Creative Coordination：家城賢太郎（Lantis）
- Creative Assistant：松元友里（Lantis）
- Sale Promotion Produer：佐橋計（Lantis）
- Sale Promotion：唐川絢子、早川覚子、高田みつき、小暮隼平、山口修平（Lantis）
- Promotion Producer：本野信介、向後友紀子（Lantis）
- Promotion：青木由美菜（Lantis）
- Promotion Desk：根子亜由美（Lantis）
- A&R：手塚祐貴、長尾拓馬（Lantis）
- Executive Supervisor：井上俊次（Lantis）
- Special Thanks：© 暁佳奈、京都アニメーション／ヴァイオレット・エヴァーガーデン製作委員会

### 楽曲スタッフ
- 01.「みちしるべ」
  - Guitar：馬場一人
  - Bass：田辺トシノ
  - Drums：岩田ガンタ康彦
  - Piano：菊池亮太
  - Strings：室屋光一郎ストリングス
  - Recording Studio：Sound City
  - Recording & Mixing Engineer：淺野浩伸（Redefine）
- 02.「憧れは流星のように」
  - Guitar：山本陽介
  - Bass：山本直哉
  - Drums：岩田ガンタ康彦
  - Recording Studio：SPLASH SOUND STUDIO
  - Recording & Mixing Engineer：淺野浩伸（Redefine）
- 03.「White ambitions」
  - Guitar：神田ジョン
  - Recording Studio：SPLASH SOUND STUDIO
  - Recording Engineer：守屋勝美（Redefine）
  - Mixing Engineer：淺野浩伸（Redefine）

## チャート
| チャート（2018年）                | 最高位 |
| --------------------------------- | ------ |
| オリコン（週間）                  | 23     |
| オリコン（デイリー）              | 15     |
| オリコン（週間・アニメ）          | 11     |
| Billboard Japan Hot 100           | 73     |
| Billboard Japan Hot Animation     | 20     |
| Billboard Japan Download Songs    | 59     |
| Billboard Japan Top Singles Sales | 24     |